# 7a etapa del Tour de França de 2015
La 7a etapa del Tour de França de 2015 es disputà el divendres 10 de juliol de 2015 sobre un recorregut de 190,5 km entre les viles franceses de Livarot i Felger.
El vencedor de l'etapa fou el britànic Mark Cavendish (Etixx-Quick Step), que s'imposà a l'esprint a André Greipel (Lotto Soudal) i Peter Sagan (Team Tinkoff-Saxo), en el qual era la seva 26a victòria d'etapa en les diferents edicions del Tour que ha disputat. Christopher Froome (Team Sky) recuperà el liderat després que Tony Martin (Etixx-Quick Step) no prengués la sortida.

## Recorregut

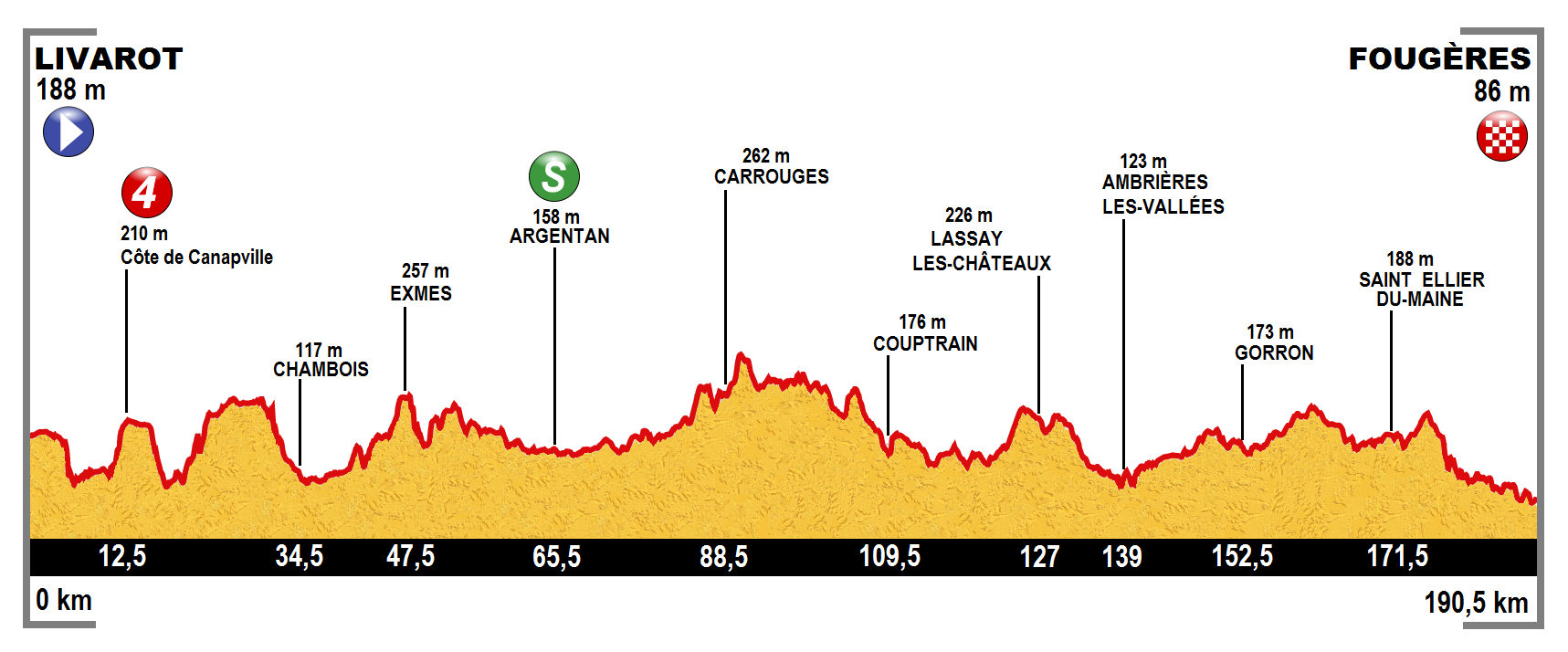
Recorregut de la 7a etapa

Etapa totalment plana, amb una sola cota de quarta categoria al quilòmetre 12 d'etapa a través dels departaments de Calvados, Orne, Mayenne i Ille-et-Vilaine. L'únic esprint del dia es troba a localitat d'Argentan, al quilòmetre 65,5.

## Desenvolupament de l'etapa
Després de la caiguda patida el dia anterior pel líder, Tony Martin (Etixx-Quick Step) no prengué part en la sortida, per la qual cosa no hi hagué cap ciclista que dugués el mallot groc durant l'etapa. L'etapa es disputà sota unes bones condicions meteorològiques, amb tranquil·litat entre els favorits a la general. Daniel Teklehaimanot (MTN Qhubeka) va ser l'encarregat de passar en primera posició per l'única cota del dia aprofitant que formava part de l'escapada del dia. L'acompanyaren en l'escapada dos ciclistes del Bretagne-Séché Environnement, Anthony Delaplace i Brice Feillu, Kristijan Đurasek (Lampre-Merida) i Luis Ángel Maté (Cofidis). Amb tot, l'escapada va ser neutralitzada a maca d'11 quilòmetres pels equips dels esprintadors, que no volien deixar passar aquesta opció. El vencedor de l'etapa fou Mark Cavendish (Etixx-Quick Step), la seva 26a en les diferents edicions del Tour. André Greipel (Lotto Soudal) i Peter Sagan (Team Tinkoff-Saxo) completaren el podi de l'etapa, mentre que Christopher Froome (Team Sky) recuperava el liderat.

## Resultats

### Classificació de l'etapa
|    | Ciclista                          | Equip              | Temps      |
| -- | --------------------------------- | ------------------ | ---------- |
| 1  | Mark Cavendish (GBR)              | Etixx-Quick Step   | 4h 27' 25" |
| 2  | André Greipel (GER)               | Lotto Soudal       | m. t.      |
| 3  | Peter Sagan (SVK)                 | Team Tinkoff-Saxo  | m. t.      |
| 4  | John Degenkolb (GER)              | Team Giant-Alpecin | m. t.      |
| 5  | Alexander Kristoff (NOR)          | Team Katusha       | m. t.      |
| 6  | Arnaud Démare (FRA)               | FDJ                | m. t.      |
| 7  | Tyler Farrar (USA)                | MTN Qhubeka        | m. t.      |
| 8  | Reinardt Janse van Rensburg (RSA) | MTN Qhubeka        | m. t.      |
| 9  | Davide Cimolai (ITA)              | Lampre-Merida      | m. t.      |
| 10 | Sam Bennett (IRL)                 | Bora-Argon 18      | m. t.      |

### Punts atribuïts
| 1r  | Luis Ángel Maté (ESP)      | Cofidis                      | 20 pts |
| 2n  | Brice Feillu (FRA)         | Bretagne-Séché Environnement | 17 pts |
| 3r  | Anthony Delaplace (FRA)    | Bretagne-Séché Environnement | 15 pts |
| 4t  | Kristijan Đurasek (CRO)    | Lampre-Merida                | 13 pts |
| 5è  | Daniel Teklehaimanot (ERI) | MTN Qhubeka                  | 11 pts |
| 6è  | John Degenkolb (GER)       | Team Giant-Alpecin           | 10 pts |
| 7è  | Peter Sagan (SVK)          | Team Tinkoff-Saxo            | 9 pts  |
| 8è  | André Greipel (GER)        | Lotto Soudal                 | 8 pts  |
| 9è  | Mark Cavendish (GBR)       | Etixx-Quick Step             | 7 pts  |
| 10è | Mark Renshaw (AUS)         | Etixx-Quick Step             | 6 pts  |
| 11è | Bryan Coquard (FRA)        | Team Europcar                | 5 pts  |
| 12è | Ramon Sinkeldam (NED)      | Team Giant-Alpecin           | 4 pts  |
| 13è | Roy Curvers (NED)          | Team Giant-Alpecin           | 3 pts  |
| 14è | Marcel Sieberg (GER)       | Lotto Soudal                 | 2 pts  |
| 15è | Jens Debusschere (BEL)     | Lotto Soudal                 | 1 pt   |

| 1r  | Mark Cavendish (GBR)              | Etixx-Quick Step             | 50 pts |
| 2n  | André Greipel (GER)               | Lotto Soudal                 | 30 pts |
| 3r  | Peter Sagan (SVK)                 | Team Tinkoff-Saxo            | 20 pts |
| 4t  | John Degenkolb (GER)              | Team Giant-Alpecin           | 18 pts |
| 5è  | Alexander Kristoff (NOR)          | Team Katusha                 | 16 pts |
| 6è  | Arnaud Démare (FRA)               | FDJ                          | 14 pts |
| 7è  | Tyler Farrar (USA)                | MTN Qhubeka                  | 12 pts |
| 8è  | Reinardt Janse van Rensburg (RSA) | MTN Qhubeka                  | 10 pts |
| 9è  | Davide Cimolai (ITA)              | Lampre-Merida                | 8 pts  |
| 10è | Sam Bennett (IRL)                 | Bora-Argon 18                | 7 pts  |
| 11è | Ramūnas Navardauskas (LTU)        | Cannondale-Garmin            | 6 pts  |
| 12è | Bryan Coquard (FRA)               | Team Europcar                | 5 pts  |
| 13è | Florian Vachon (FRA)              | Bretagne-Séché Environnement | 4 pts  |
| 14è | Jacopo Guarnieri (ITA)            | Team Katusha                 | 3 pts  |
| 15è | Geoffrey Soupe (FRA)              | Cofidis                      | 2 pt   |

### Colls i cotes
- 1. Cota de Canapville. 210m. 4a categoria (km 12,5) (1,9 km al 4,7%)

| 1r | Daniel Teklehaimanot (ERI) | MTN Qhubeka | 1 pt |

## Classificacions a la fi de l'etapa

### Classificació general
|    | Ciclista                 | Equip              | Temps       |
| -- | ------------------------ | ------------------ | ----------- |
| 1  | Chris Froome (GBR)       | Team Sky           | 26h 40' 51" |
| 2  | Peter Sagan (SVK)        | Team Tinkoff-Saxo  | + 11"       |
| 3  | Tejay van Garderen (USA) | BMC Racing Team    | + 13"       |
| 4  | Tony Gallopin (FRA)      | Lotto Soudal       | + 26"       |
| 5  | Greg Van Avermaet (BEL)  | BMC Racing Team    | + 28"       |
| 6  | Rigoberto Urán (COL)     | Etixx-Quick Step   | + 34"       |
| 7  | Alberto Contador (ESP)   | Team Tinkoff-Saxo  | + 36"       |
| 8  | Zdeněk Štybar (CZE)      | Etixx-Quick Step   | + 52"       |
| 9  | Geraint Thomas (GBR)     | Team Sky           | + 1' 03"    |
| 10 | Warren Barguil (FRA)     | Team Giant-Alpecin | + 1' 07"    |

### Classificació per punts
|   | Ciclista             | Equip             | Punts |
| - | -------------------- | ----------------- | ----- |
| 1 | André Greipel (GER)  | Lotto Soudal      | 199   |
| 2 | Peter Sagan (SVK)    | Team Tinkoff-Saxo | 187   |
| 3 | Mark Cavendish (GBR) | Etixx-Quick Step  | 151   |

### Classificació de la muntanya
|   | Ciclista                   | Equip           | Punts |
| - | -------------------------- | --------------- | ----- |
| 1 | Daniel Teklehaimanot (ERI) | MTN Qhubeka     | 4     |
| 2 | Joaquim Rodríguez (CAT)    | Team Katusha    | 2     |
| 3 | Michael Schär (SUI)        | BMC Racing Team | 1     |

### Classificació del millor jove
|   | Ciclista             | Equip              | Temps       |
| - | -------------------- | ------------------ | ----------- |
| 1 | Peter Sagan (SVK)    | Team Tinkoff-Saxo  | 26h 41' 02" |
| 2 | Warren Barguil (FRA) | Team Giant-Alpecin | + 56"       |
| 3 | Nairo Quintana (COL) | Movistar Team      | + 1' 45"    |

### Classificació per equips
|    | Equip             | Temps       |
| -- | ----------------- | ----------- |
| 1r | BMC Racing Team   | 80h 03' 24" |
| 2n | Etixx-Quick Step  | + 22"       |
| 3r | Team Tinkoff-Saxo | + 1' 44"    |

## Abandonaments
- Tony Martin (GER) (Etixx-Quick Step).  No surt.[5]
- Gregory Henderson (NZL) (Lotto Soudal). No surt.[6]